# 乌舒蒙
乌舒蒙（羅馬化：Ushumun）是俄罗斯阿穆尔州的市级镇，属马格达加奇区，位于区行政中心马格达加奇东南方。
该地2021年有人口1,859人；2010年人口2,390；2002年人口2,920；1989年人口3,232。